# Decemviri stlitibus judicandis
Il Decemviri stlitibus judicandis era un tribunale civile, con origine tradizionalmente attribuita a Servio Tullio, che in principio si occupava di casi riguardanti la libertà di un individuo.
Inizialmente questi decemviri erano una giuria composta da dieci uomini, in servizio sotto la presidenza di un magistrato, ma in seguito questa corte divenne il magistratus minores, o magistratura inferiore della Repubblica Romana, e fu inclusa tra i vigintisexviri, ovvero i ventisei magistrati eletti dai comizi tributi. Secondo Svetonio e Cassio Dione, Augusto assegnò la presidenza della corte dei centumviri al decemviri stlitibus judicandis. In epoca imperiale, i decemviri avevano anche giurisdizione nei crimini capitali.